# Římskokatolická farnost – děkanství Mnichovo Hradiště
Římskokatolická farnost – děkanství Mnichovo Hradiště (lat. Hradistium) je církevní správní jednotka sdružující římské katolíky na území města Mnichovo Hradiště a v jeho okolí. Organizačně spadá do turnovského vikariátu, který je jedním z 10 vikariátů litoměřické diecéze.

## Historie farnosti
Původní středověká farnost (plebánie) zanikla během husitských válek. Jsou však známa jména římskokatolických duchovních, kteří působili v místě od konce 16. století. V průběhu třicetileté války byla od roku 1627 farnost opět znovuzřízena. Matriky jsou pro místo zachovány od roku 1683. Od roku 1691 byla farnost povýšena na děkanství.

### Duchovní správcové vedoucí farnost
Začátek působnosti jmenovaného v duchovní správě farnosti od:
- 1355   Chotěbor z Benčic
- 1373   Joannes
- 1373   Nicolaus
- 1378   Stephanus
- 1398   Andreas
- 1404   Eustachus
- 1408   Wenceslaus z Mimoně
- 1410   Paulus z Bosně
- 1580   Georgius Carus
- 1582   Wenceslaus Slovacius, n. 1555, † 1616
- 1592   Joannes Hieronymus Palingenius Kutnohorský
- 1605   Joannes Thad. Meziříčský
- 1612   Georgius Czejkovsky Chlumecenus
- 1671   Joannes Aug. Drahanovský
- 1677   Adalbertus Smutný O.Cr.
- 1680   Joannes August. Chlumský
- 1684   Joannes Iulius Rucký
- 1706   joannes Georg. Philippi
- 1711   admin. P. Samuel a Mater Dei Schol. Piarum
- 1712   Georgius Sid. Fiala
- 1724   Joannes Thom. Frum
- 1765   Anton. Cuchelsky de Nestagowa
- 1777   Norbertus de Klebelsperg
- 1783   Joann. Nep. Wagner, † 22. 1. 1819
- 1819   Franc. Nigrin, n. 6. 12. 1782 Hochstadt., o. 8. 9. 1805, † 14. 5. 1843
- 1844   Ignat. Frank, n. 1. 2. 1803 Obertiescharsensis, o. 9. 4. 1827, † 16. 8. 1872
- 1873   Leopold Zuman, n. 16. 10. 1824 Bělens., o. 26. 7. 1848, †  8. 8. 1883
  - 1878–1882 Jan Bernat, kaplan; poté farář v Bakově nad Jizerou
- 1884   dec. vacat, admin. int. Jos. Pavec
- 1885   Anton. Píč, n. 9. 4. 1823 Kleinweisl., o. 25. 7. 1849, † 25. 8. 1888
- 1889   dec. vacat, admin. int. Anton. Altmann
- 1890   Jos. Zima, n. 31. 8. 1839 Boseň, o. 30. 6. 1864, † 19. 11.1898
- 1900   Jan Bernat, n. 25. 12. 1846 Příchvoj u Sobotky, o. 19. 7. 1873, po r. 1900 ustanoven také biskupským vikářem, † 20. 3. 1921, pohřben na hřbitově v Mnichově Hradišti (50°31′20″ s. š., 14°58′44″ v. d.)
  - 1906–1907 Otto Lev Stanovský, kaplan
- 1. 9.  1921  Antonín Holeček, n. 21. 6. 1881 Vlkonice, o. 15. 7. 1906, † 16.7. 1965
- 1. 8.  1954  Jan Padrta
- 1. 9.  1959  Martin Černý
- 1. 7.  1969  Karel Kahoun
- 7. 1.  2002  admin. ad tempus excurr. Jiří Veith
- 20. 2. 2004  Karel Kahoun
- 1. 8.  2004  Radek Jurnečka
- 1. 7.  2010  Pavel Mach, děkan[3]

Kromě kněží stojících v čele farnosti, působili ve farnosti v průběhu její historie i jiní kněží. Většinou pracovali jako farní vikáři, kaplani, katecheté, výpomocní duchovní aj.

## Území farnosti
Do farnosti náleží území obce:
- Bílá Hlína (Weisslein)[p 2]
- Dolní Bukovina
- Habr
- Hněvousice
- Honsob
- Horní Bukovina
- Hoškovice
- Klášter Hradiště nad Jizerou
- Maníkovice
- Mnichovo Hradiště (Münchengratz)[p 2]
- Mohelnice nad Jizerou
- Podhora
- Podolí
- Ptýrov
- Ptýrovec
- Rozkov
- Sychrov
- Veselá

## Římskokatolické sakrální stavby a místa kultu na území farnosti
| | Fotografie | Stavba                                  | Místo                        | Bohoslužby                      | Zeměpisné souřadnice             | Status                    | Číslo kulturní památky                       |
| Kostel | Kostel     | Kostel                                  | Kostel                       | Kostel                          | Kostel                           | Kostel                    | Kostel                                       |
| --- | ---------- | --------------------------------------- | ---------------------------- | ------------------------------- | -------------------------------- | ------------------------- | -------------------------------------------- |
| 1. |            | Kostel svatého Jakuba apoštola          | Mnichovo Hradiště            | bližší informace o bohoslužbách | 50°31′29″ s. š., 14°58′26″ v. d. | děkanský, farní kostel    | 22948/2-1673 (Pk•MIS•Sez•Obr•WD) (Q19305527) |
| 2. |            | Kostel Nanebevzetí Panny Marie          | Mohelnice nad Jizerou        | bližší informace o bohoslužbách | 50°33′34″ s. š., 14°58′37″ v. d. | filiální kostel           | 17058/2-1698 (Pk•MIS•Sez•Obr•WD) (Q4831777)  |
| 3. |            | Kostel Narození Panny Marie             | Klášter Hradiště nad Jizerou | bližší informace o bohoslužbách | 50°31′31″ s. š., 14°56′55″ v. d. | filiální kostel           | 45622/2-1585 (Pk•MIS•Sez•Obr•WD) (Q20046303) |
| 4. |            | Kostel Tří králů                        | Mnichovo Hradiště            | bližší informace o bohoslužbách | 50°31′45″ s. š., 14°58′24″ v. d. | filiální kostel           | 29166/2-1677 (Pk•MIS•Sez•Obr•WD) (Q25455160) |
| Kaple |            |                                         |                              |                                 |                                  |                           |                                              |
| 5. |            | Kaple Neposkvrněného Početí Panny Marie | Mnichovo Hradiště            | bližší informace o bohoslužbách | 50°31′32″ s. š., 14°58′25″ v. d. | kaple                     | —                                            |
| 6. |            | Kaple sv. Jana Nepomuckého              | Horní Bukovina               | bližší informace o bohoslužbách | 50°32′34″ s. š., 14°55′36″ v. d. | obecní kaple              | —                                            |
| 7. |            | Kaple sv. Jana Nepomuckého              | Hoškovice                    | bližší informace o bohoslužbách | 50°31′52″ s. š., 14°59′59″ v. d. | obecní kaple              | —                                            |
| 8. |            | Kaple sv. Cyrila a Metoděje             | Podolí                       | bližší informace o bohoslužbách | 50°32′50″ s. š., 14°59′30″ v. d. | obecní kaple              | —                                            |
| 9. |            | Kaple Navštívení Panny Marie            | Ptýrov                       | bližší informace o bohoslužbách | 50°30′16″ s. š., 14°56′49″ v. d. | obecní kaple              | —                                            |
| 10. |            | Kaple Navštívení Panny Marie            | Sychrov                      | bližší informace o bohoslužbách | 50°33′15″ s. š., 14°58′58″ v. d. | obecní kaple              | —                                            |
| 11. |            | Kaple sv. Anny                          | Mnichovo Hradiště            | bližší informace o bohoslužbách | 50°31′45″ s. š., 14°58′24″ v. d. | kaple                     | 29166/2-1677 (Pk•MIS•Sez•Obr•WD) (Q19305541) |
| 12. |            | Kaple sv. Jana Nepomuckého              | Mnichovo Hradiště            | bohoslužby příležitostně        | 50°31′47″ s. š., 14°58′24″ v. d. | kaple, zámecké lapidárium | —                                            |
| Některé drobné sakrální stavby a pamětihodnosti lze dohledat zde v databázi Drobné sakrální památky Zaniklé sakrální stavby lze dohledat zde v databázi Poškozené a zničené kostely, kaple a synagogy v České republice |            |                                         |                              |                                 |                                  |                           |                                              |

Ve farnosti se mohou nacházet i další drobné sakrální stavby, místa římskokatolického kultu a pamětihodnosti, které neobsahuje tato tabulka.

## Farní obvod
Z důvodu efektivity duchovní správy byl vytvořen farní obvod (kolatura) sestávající z přidružených farností spravovaných excurrendo z Mnichova Hradiště. Jsou jimi farnosti (řazeno abecedně):
1. Římskokatolická farnost Boseň
2. Římskokatolická farnost Březina nad Jizerou
3. Římskokatolická farnost Dolní Krupá u Mnichova Hradiště
4. Římskokatolická farnost Kněžmost
5. Římskokatolická farnost Loukov u Mnichova Hradiště
6. Římskokatolická farnost Mukařov u Mladé Boleslavi
7. Římskokatolická farnost Všeň

## Galerie

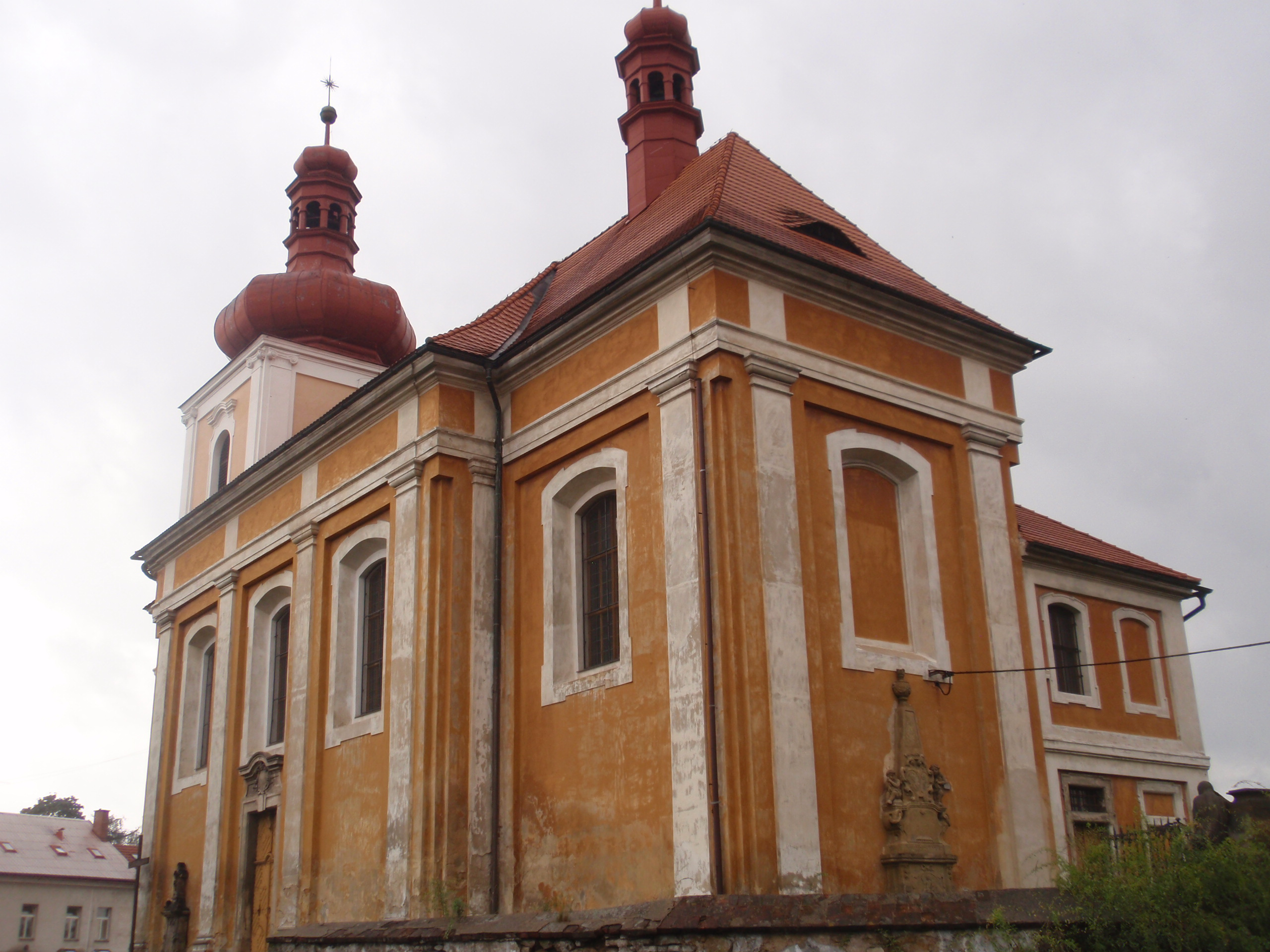
Závěr kostela sv. Jakuba apoštola v Mnichově Hradišti
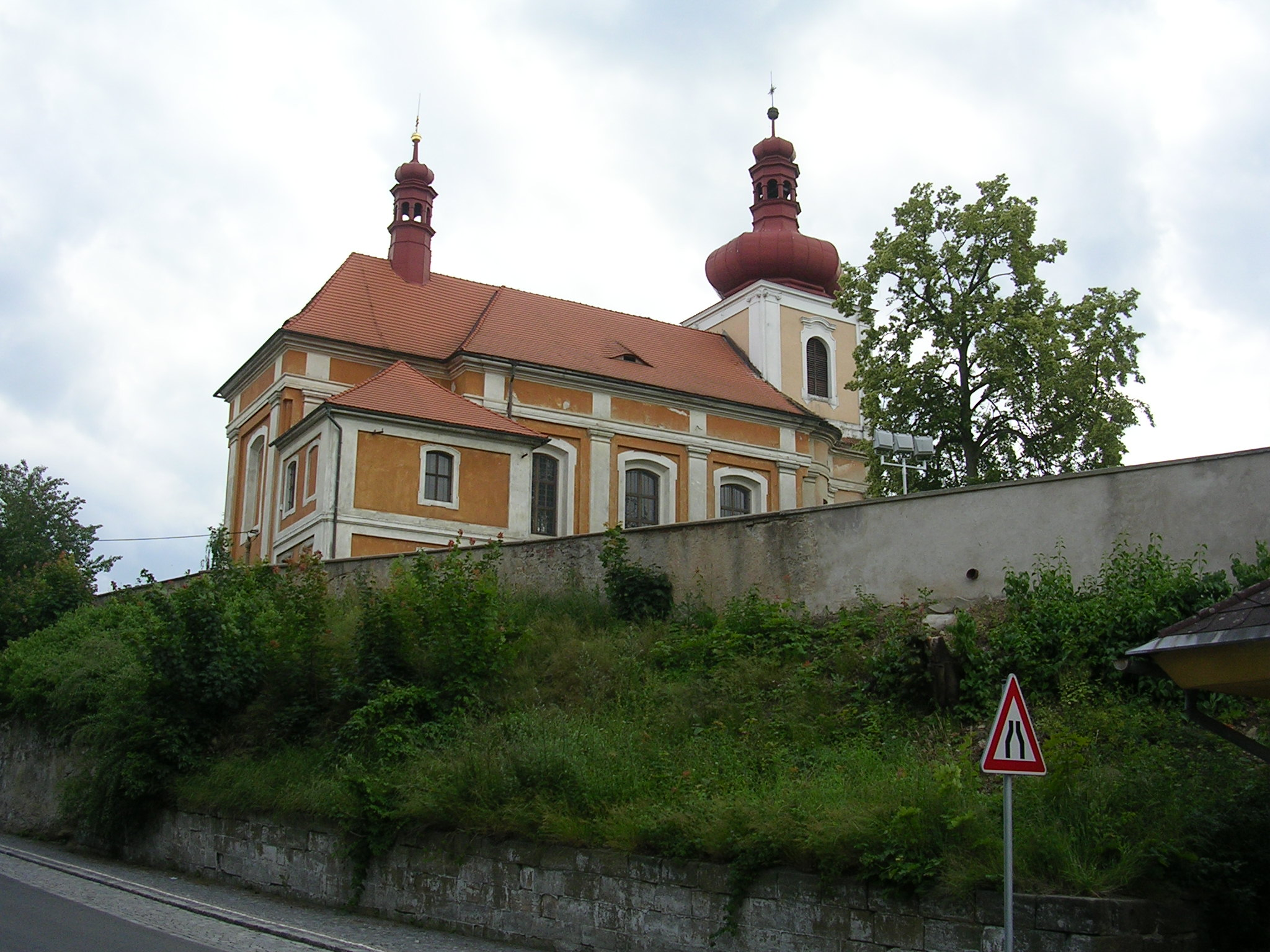
kostel sv. Jakuba apoštola v Mnichově Hradišti z boku
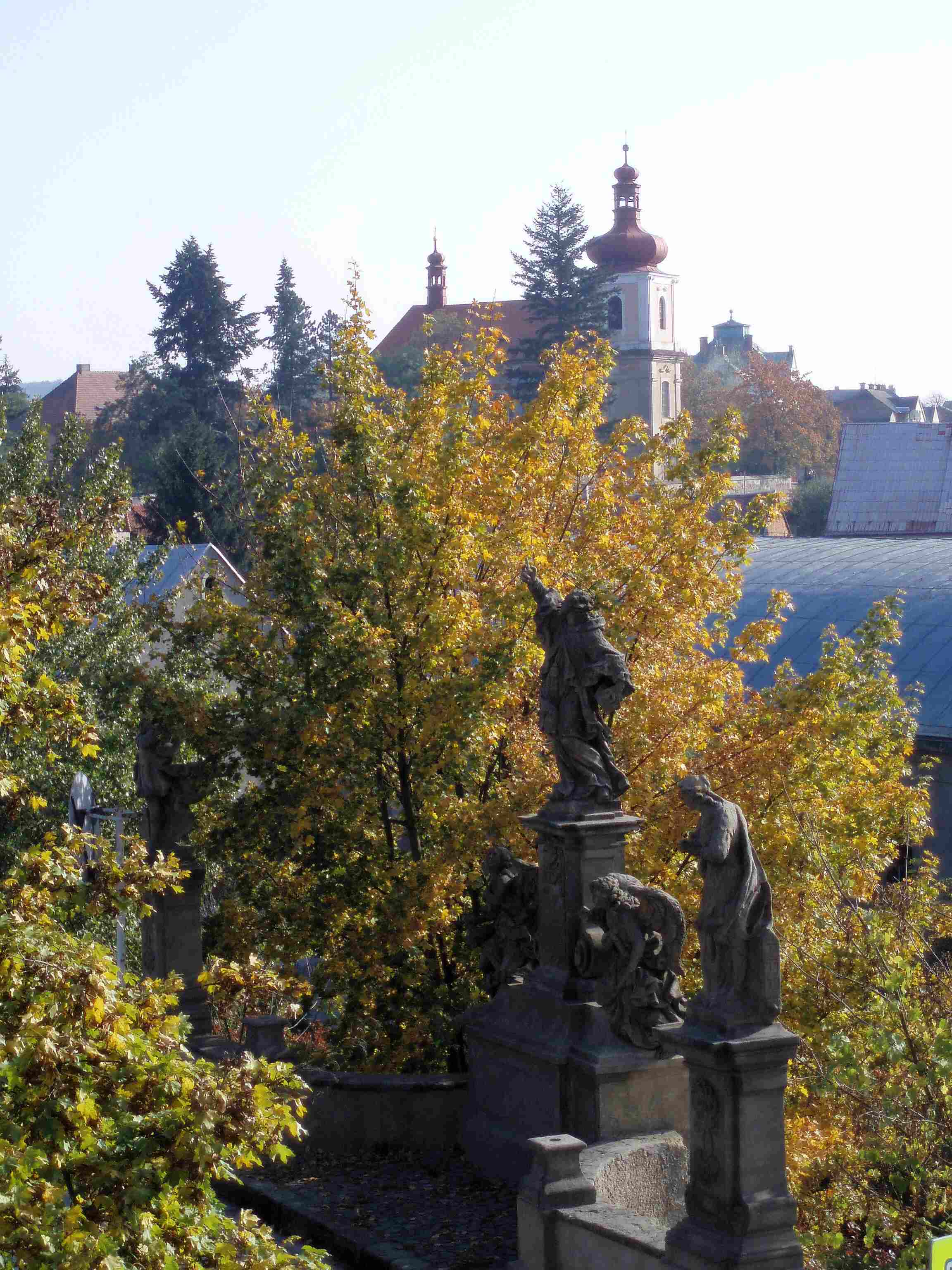
Sousoší a kostel sv. Jakuba apoštola v Mnichově Hradišti
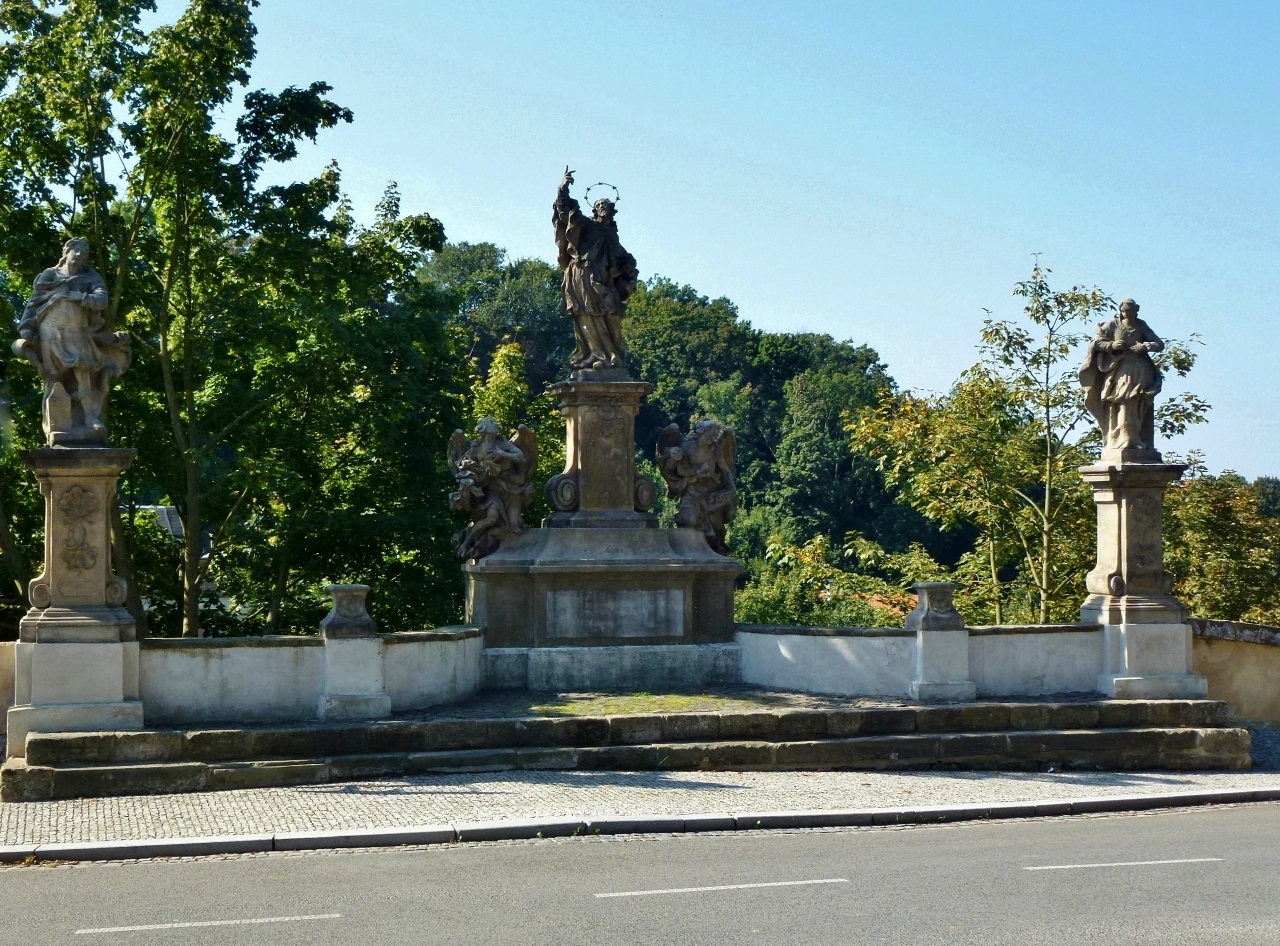
Sousoší sv. Jana Nepomuckého a sochy sv. Floriána a sv. Barbory z roku 1740
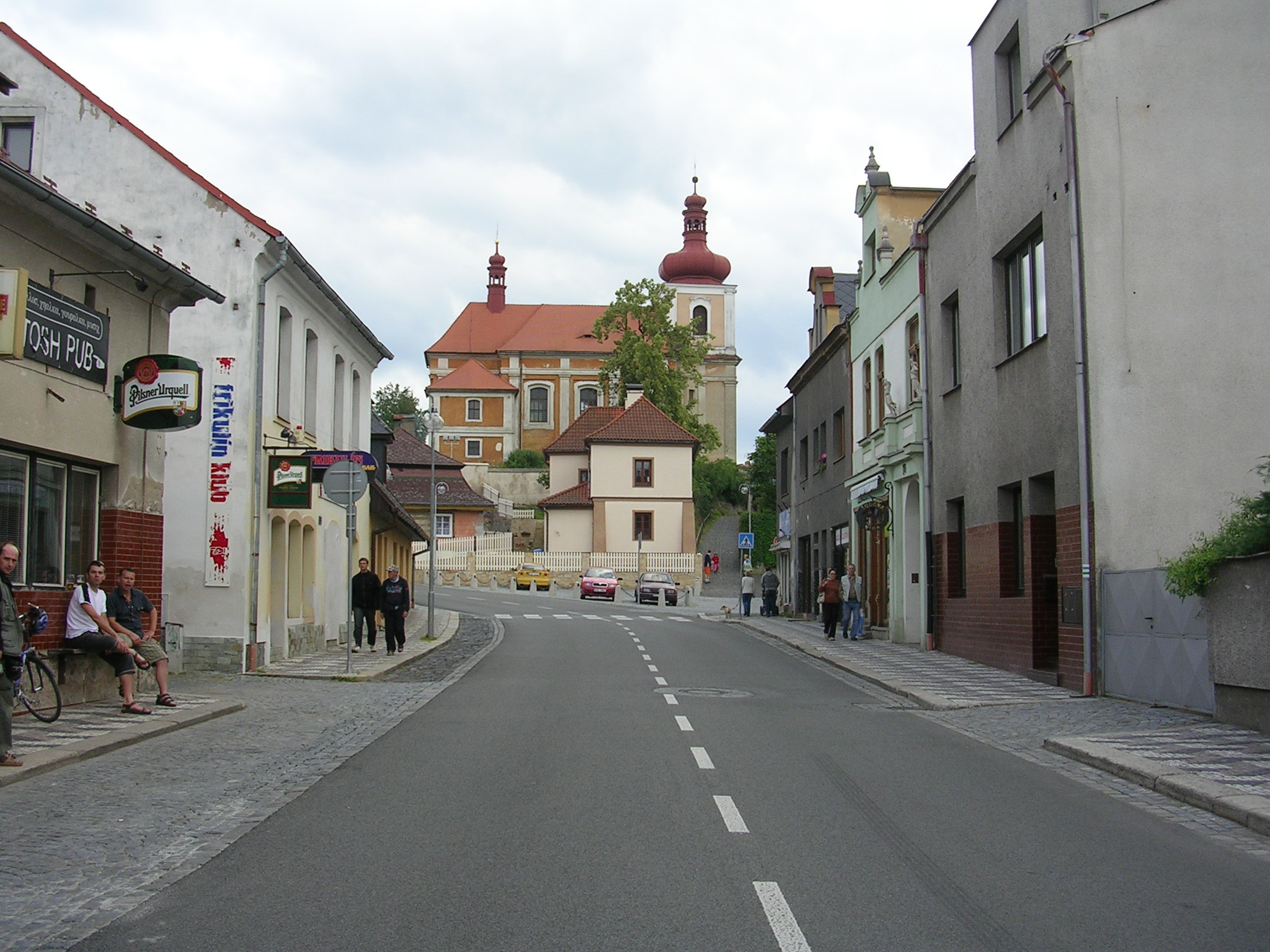
Děkanský kostel sv. Jakuba apoštola v Mnichově Hradišti od Příkopů
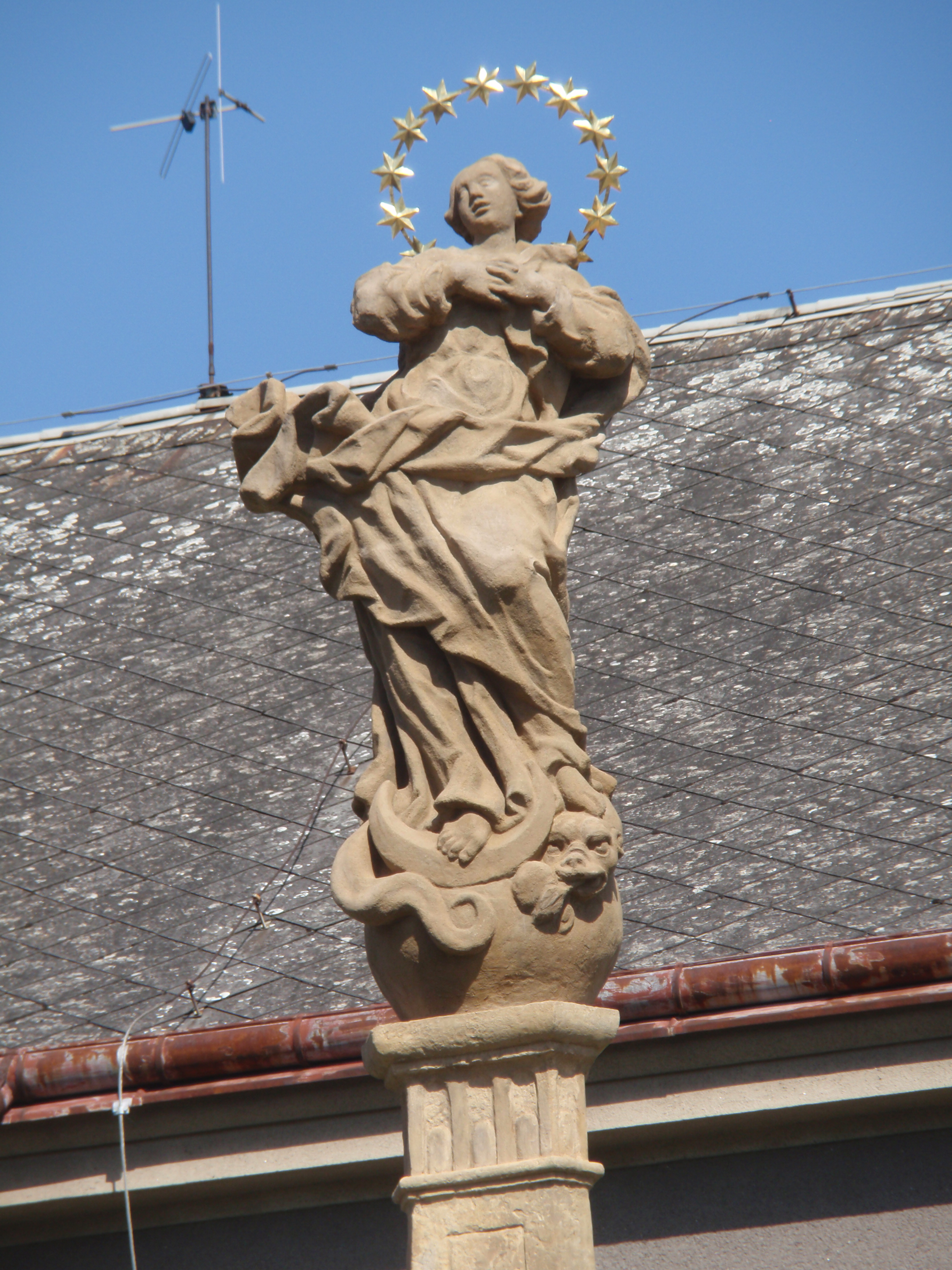
Mariánský sloup v Mnichově Hradišti
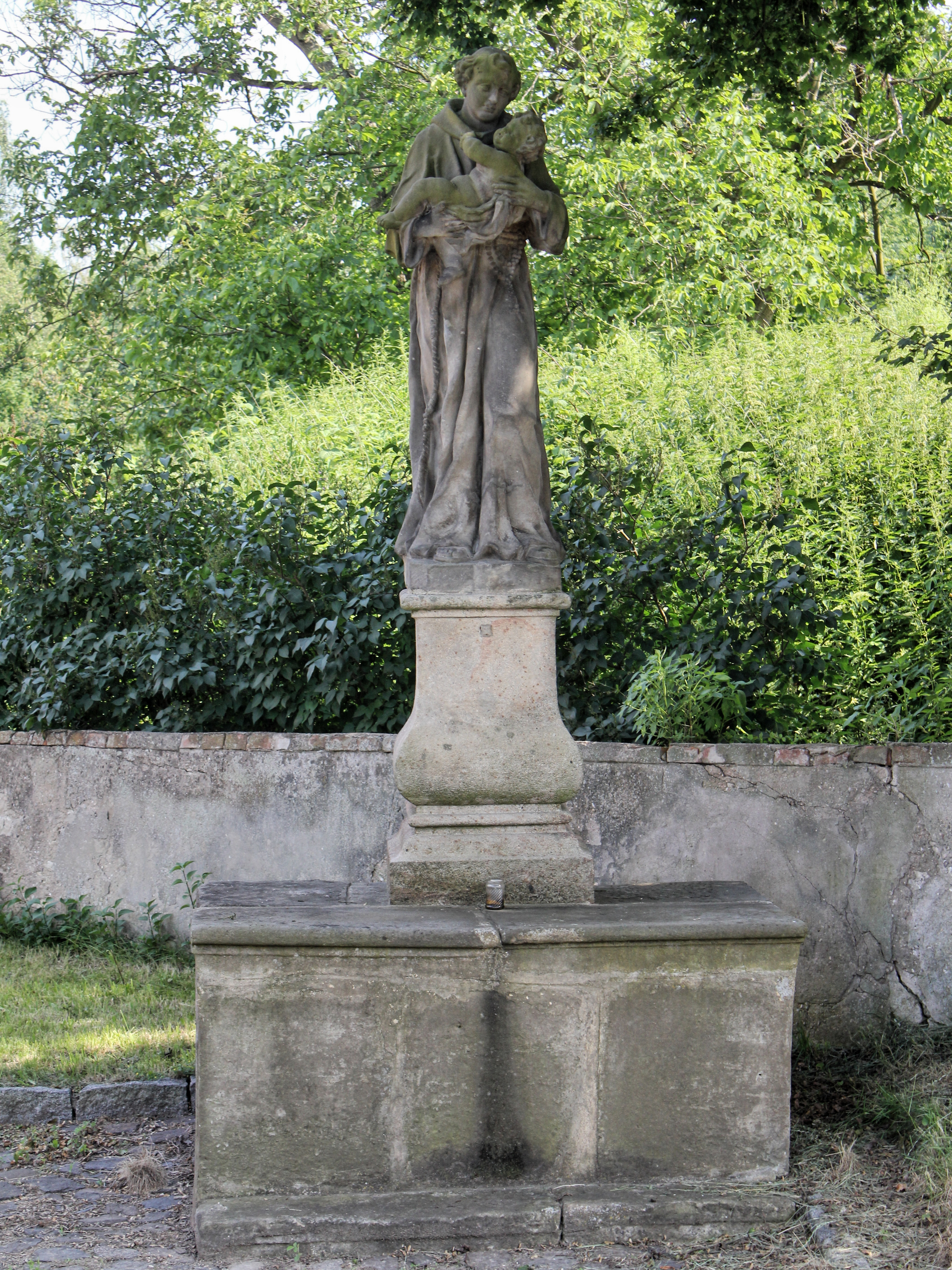
Socha sv. Antonína Paduánského v Mnichově Hradišti
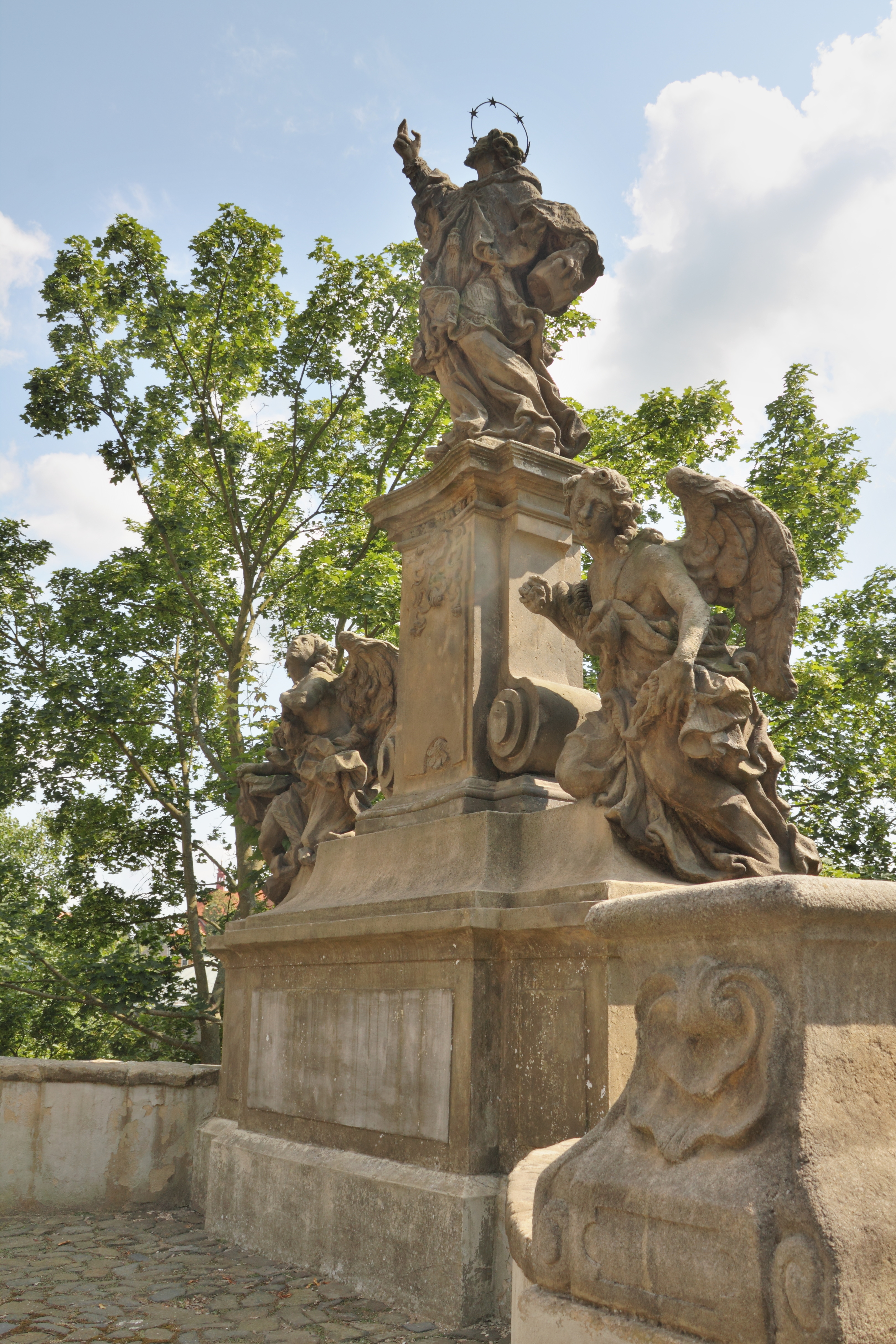
Sousoší sv. Jana Nepomuckého v Mnichově Hradišti
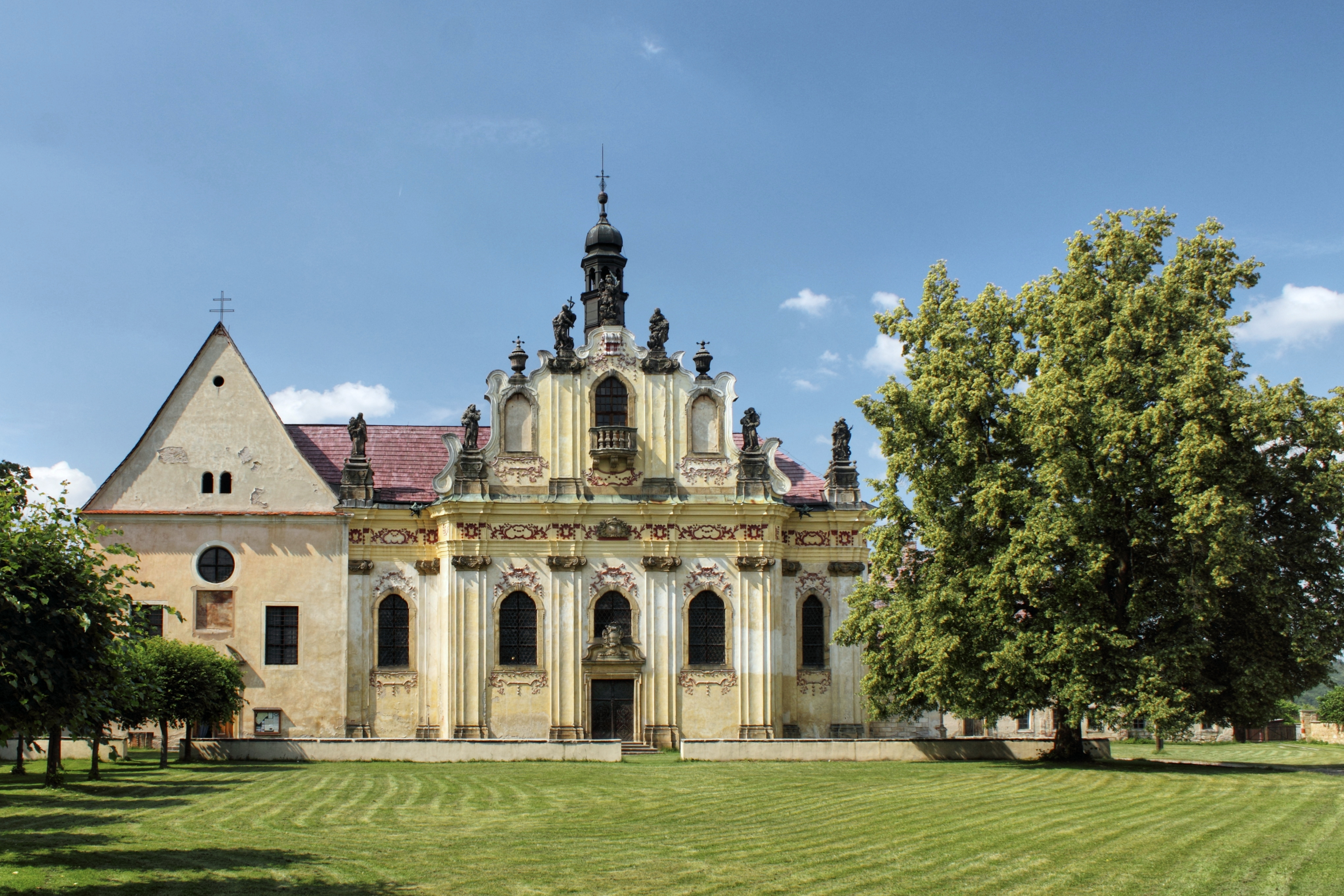
Průčelí kostela sv. Tří králů u kapucínského kláštera v Mnichově Hradišti
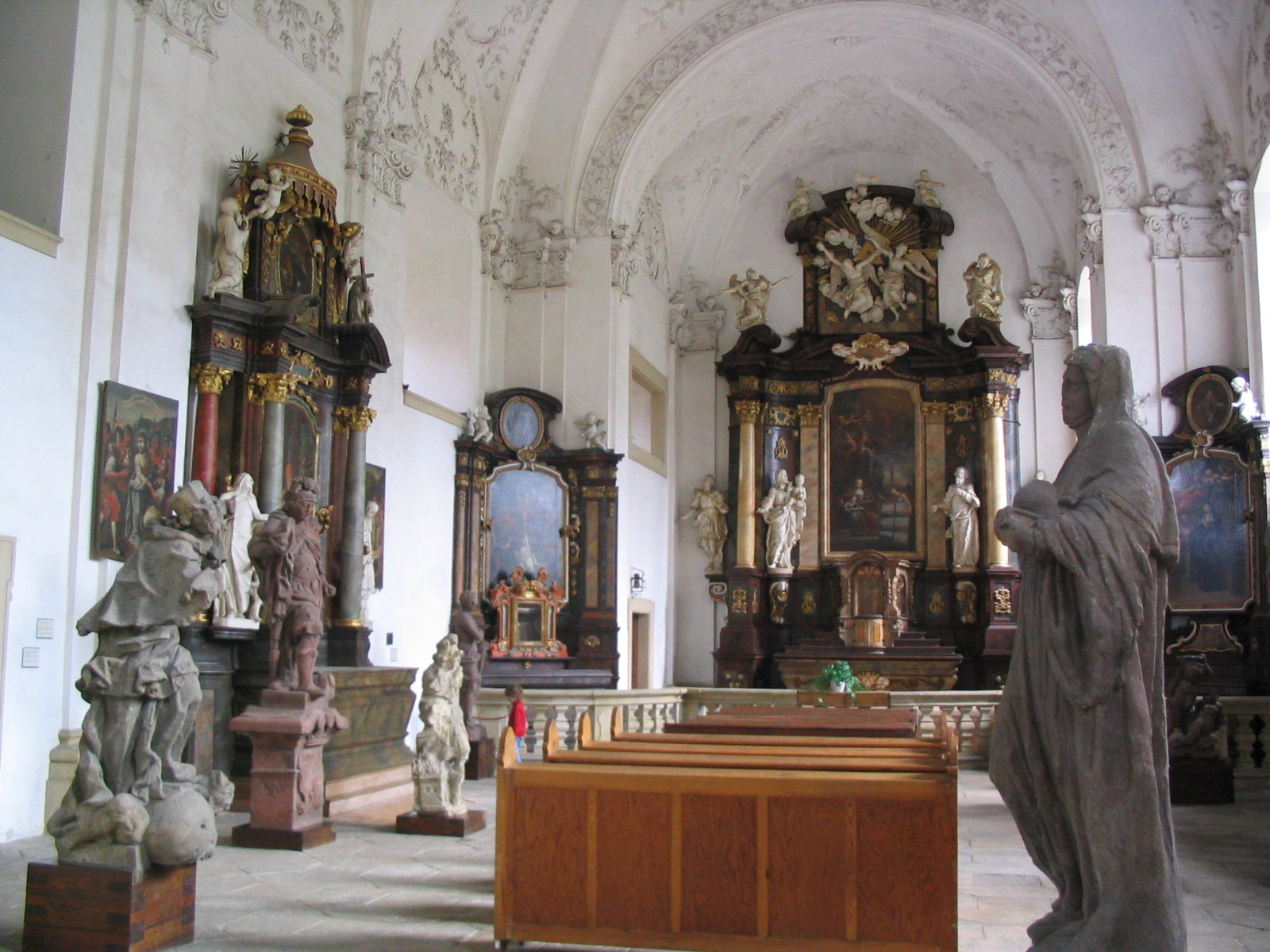
Interiér kaple sv. Anny v Mnichově Hradišti
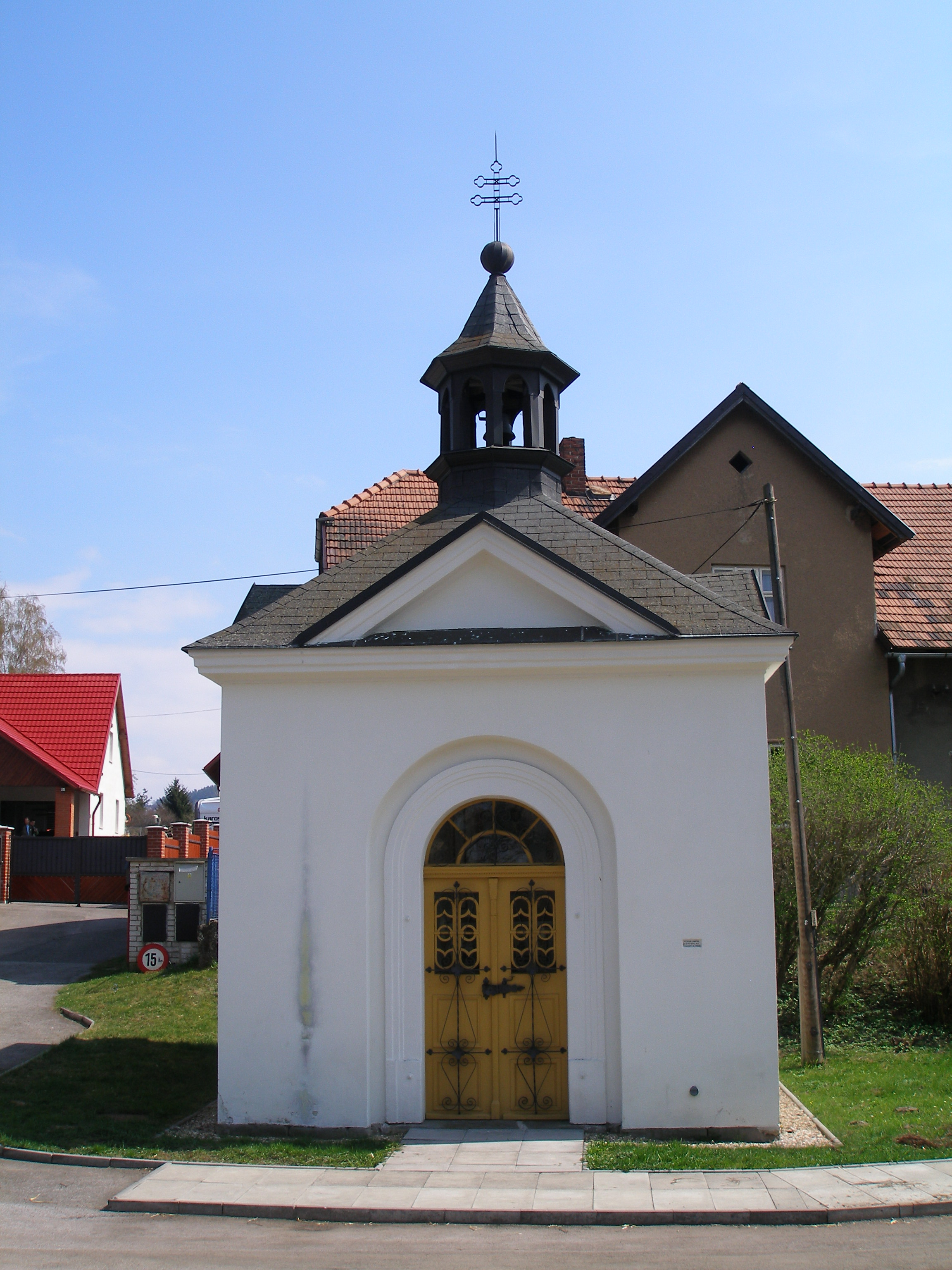
Kaplička v Hoškovicích
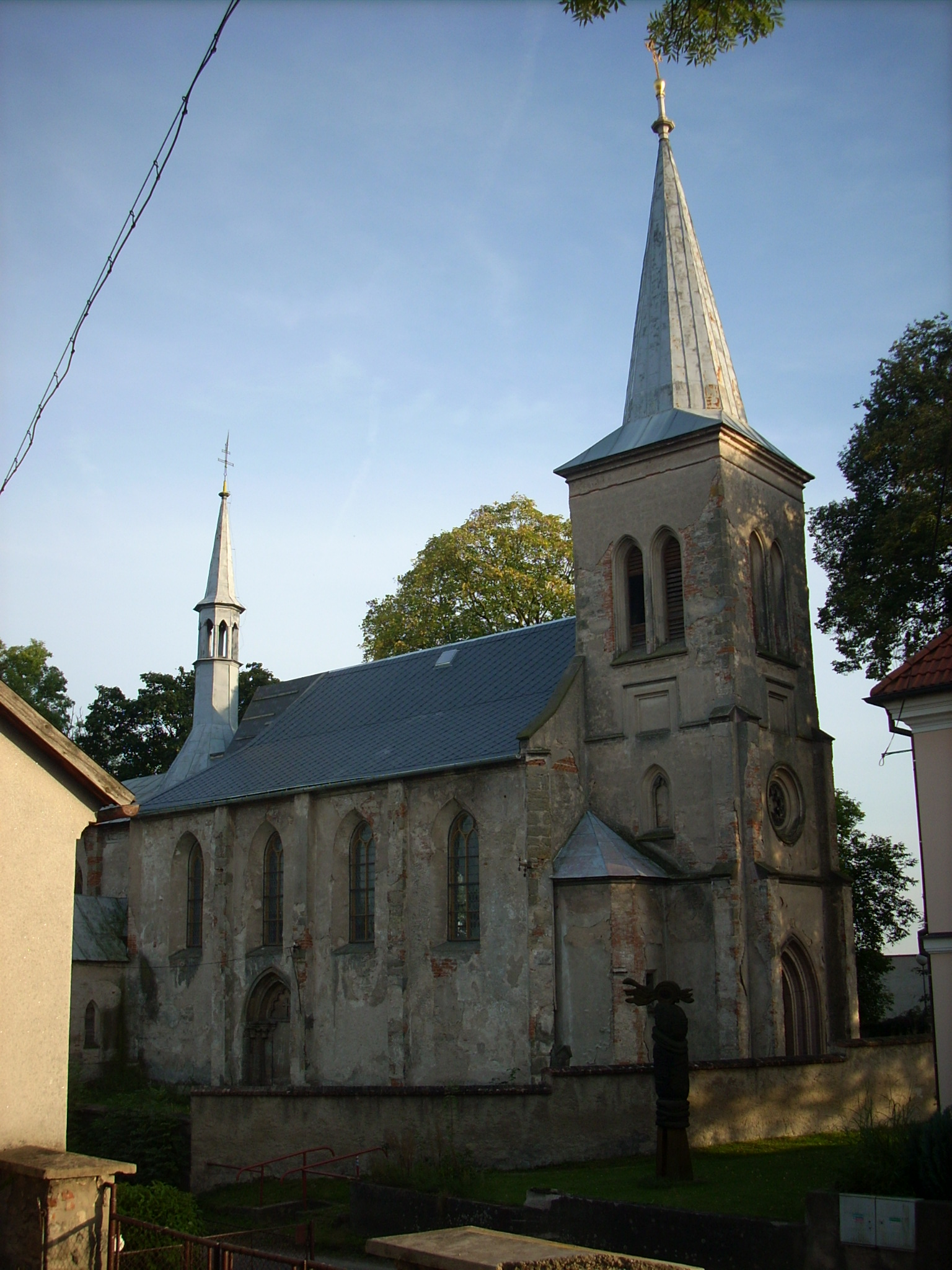
Kostel Narození Panny Marie v Klášteře Hradišti (pohled ze strany)
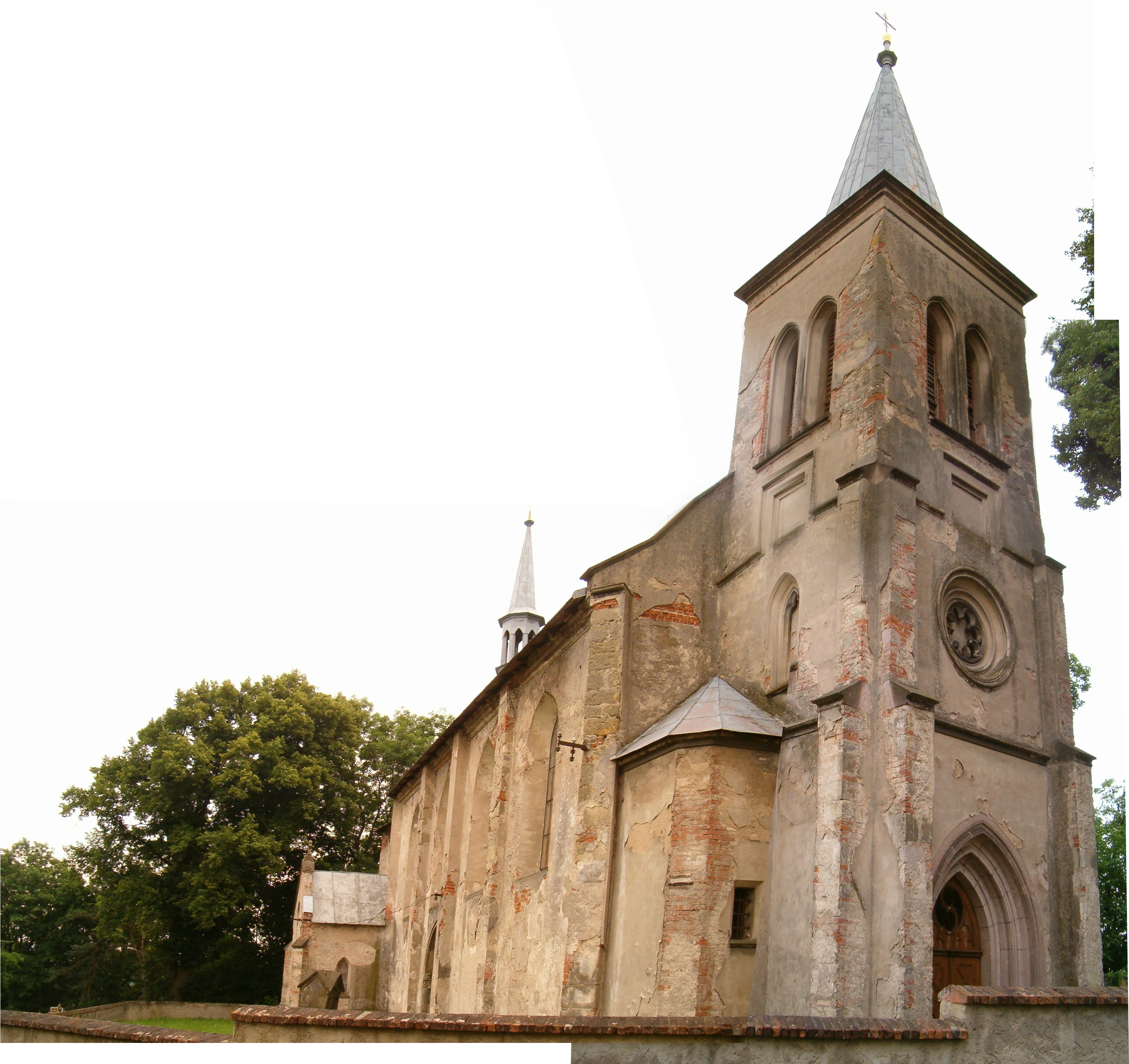
Kostel Narození Panny Marie v Klášteře Hradišti
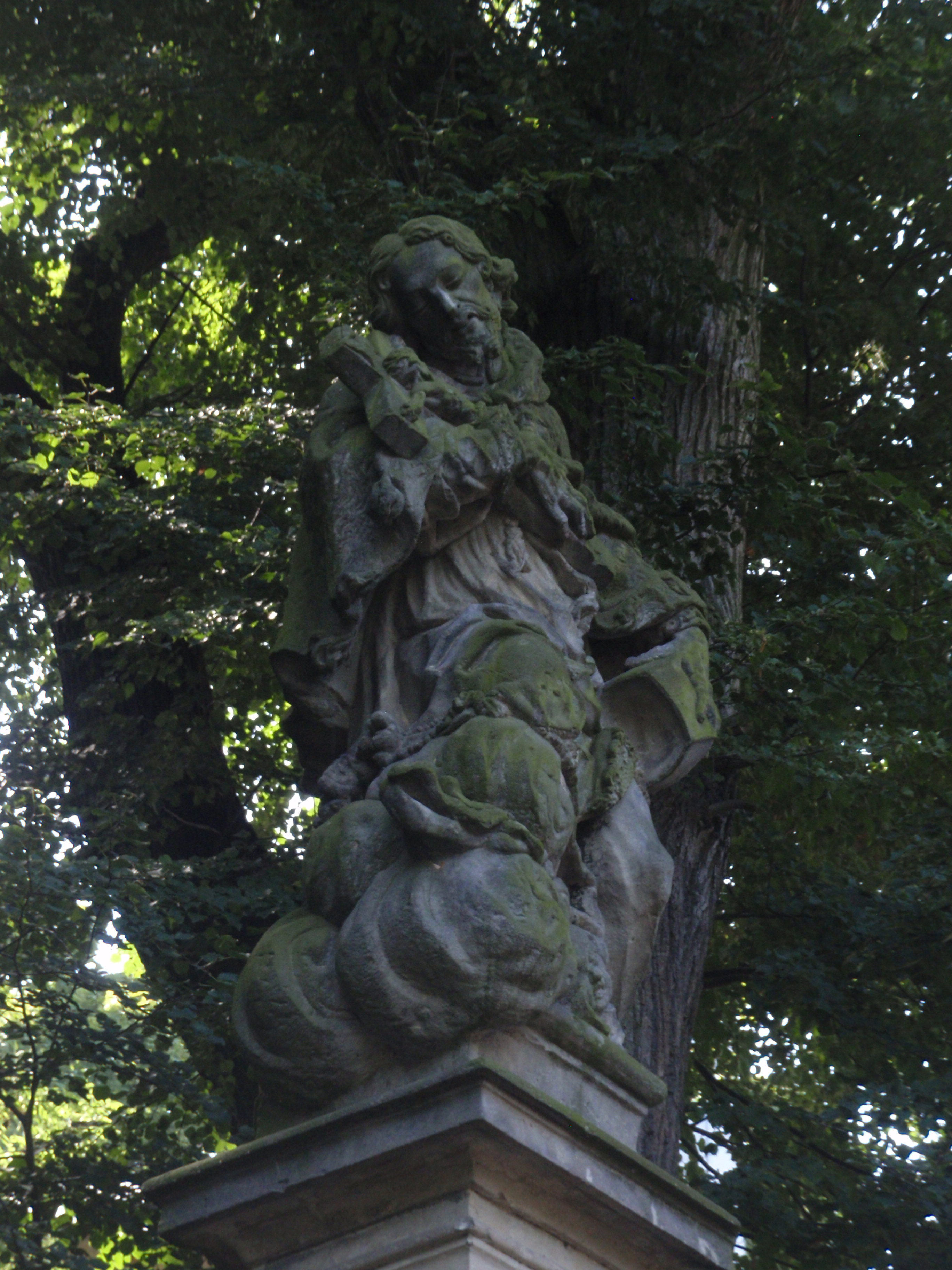
Socha sv. Jana Nepomuckého v Klášteře Hradišti nad Jizerou
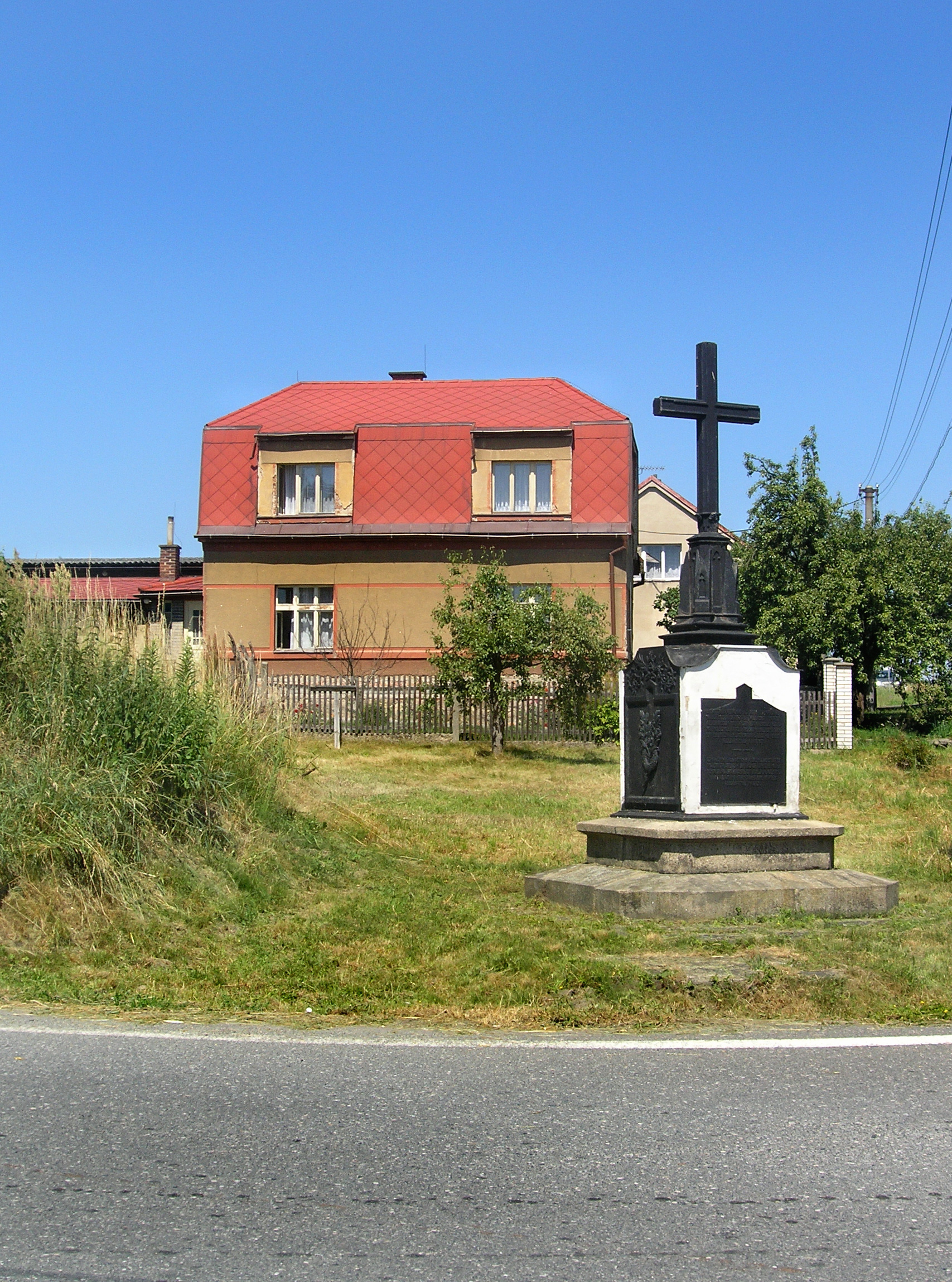
Křížek v Klášteře Hradišti nad Jizerou
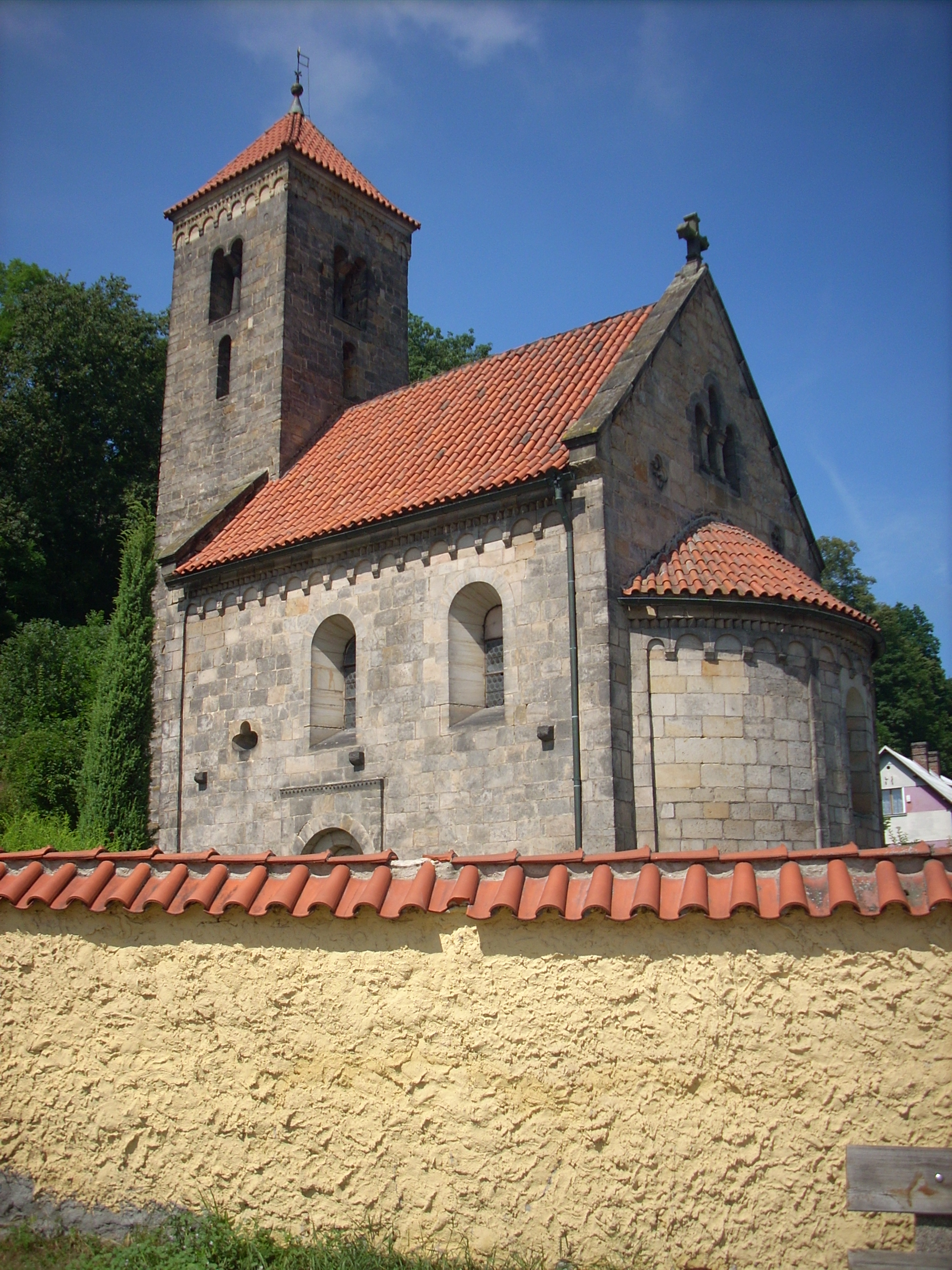
Bok kostela Nanebevzetí Panny Marie v Mohelnici nad Jizerou
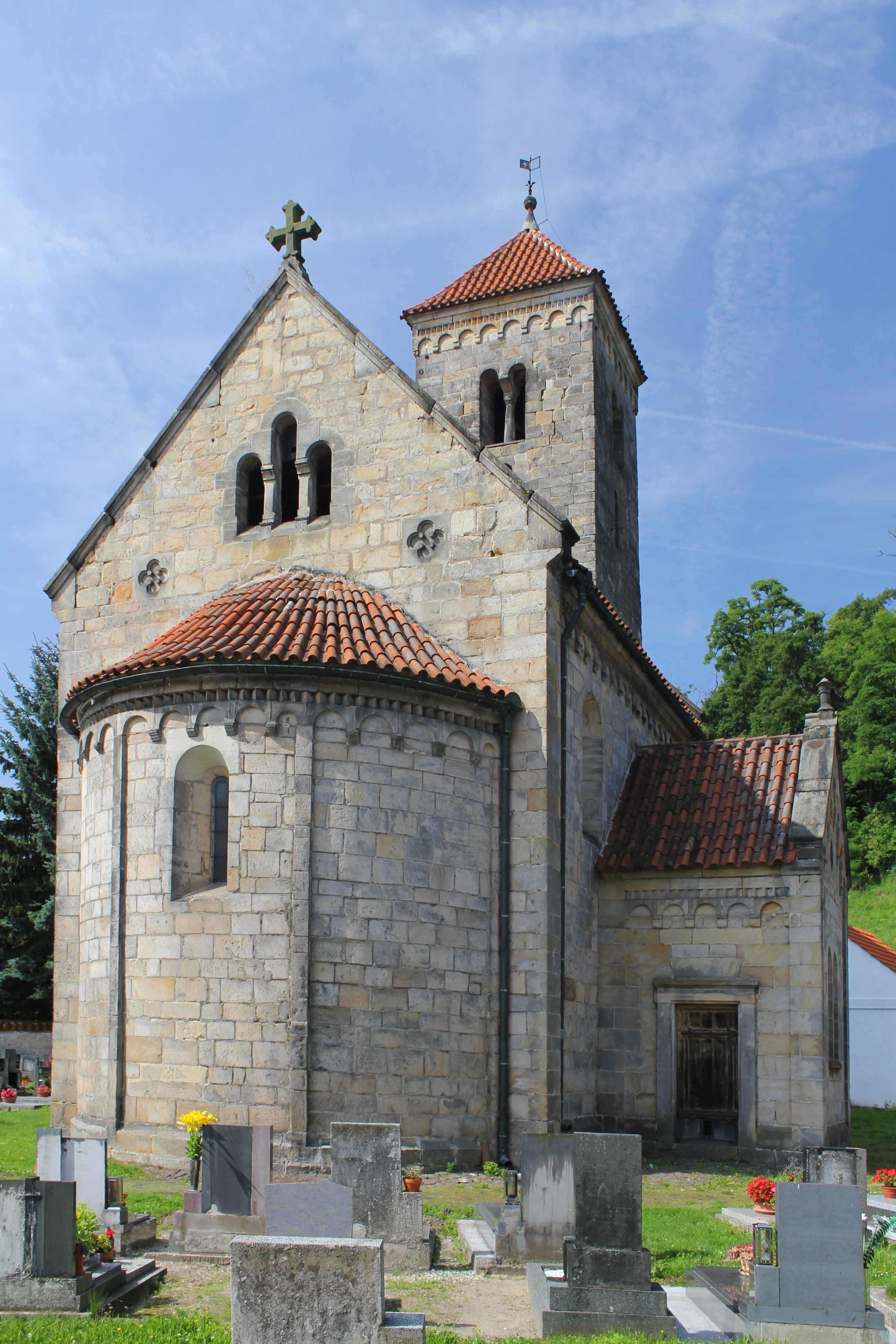
Závěr kostela Nanebevzetí Panny Marie v Mohelnici nad Jizerou
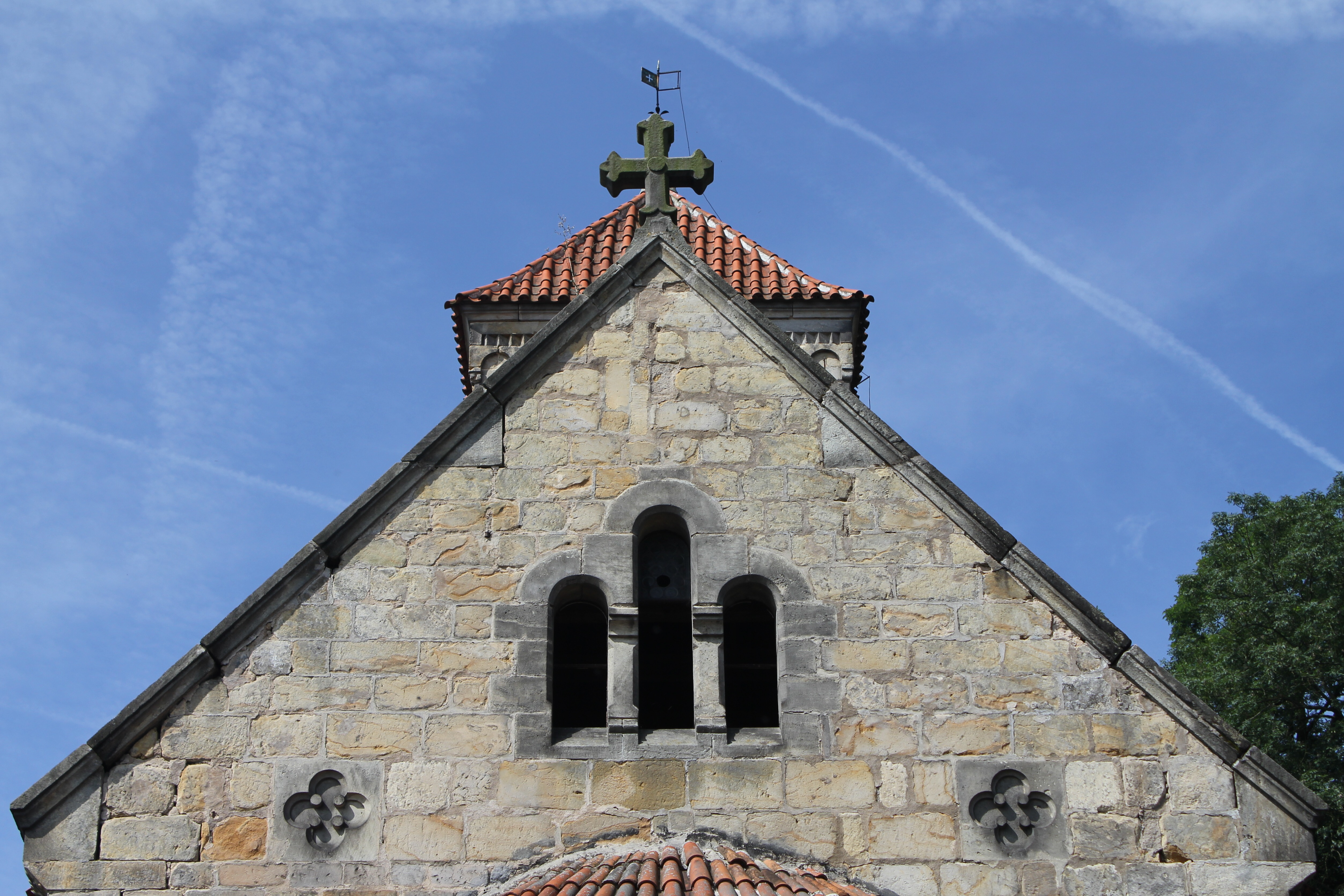
Štít kostela Nanebevzetí Panny Marie v Mohelnici nad Jizerou
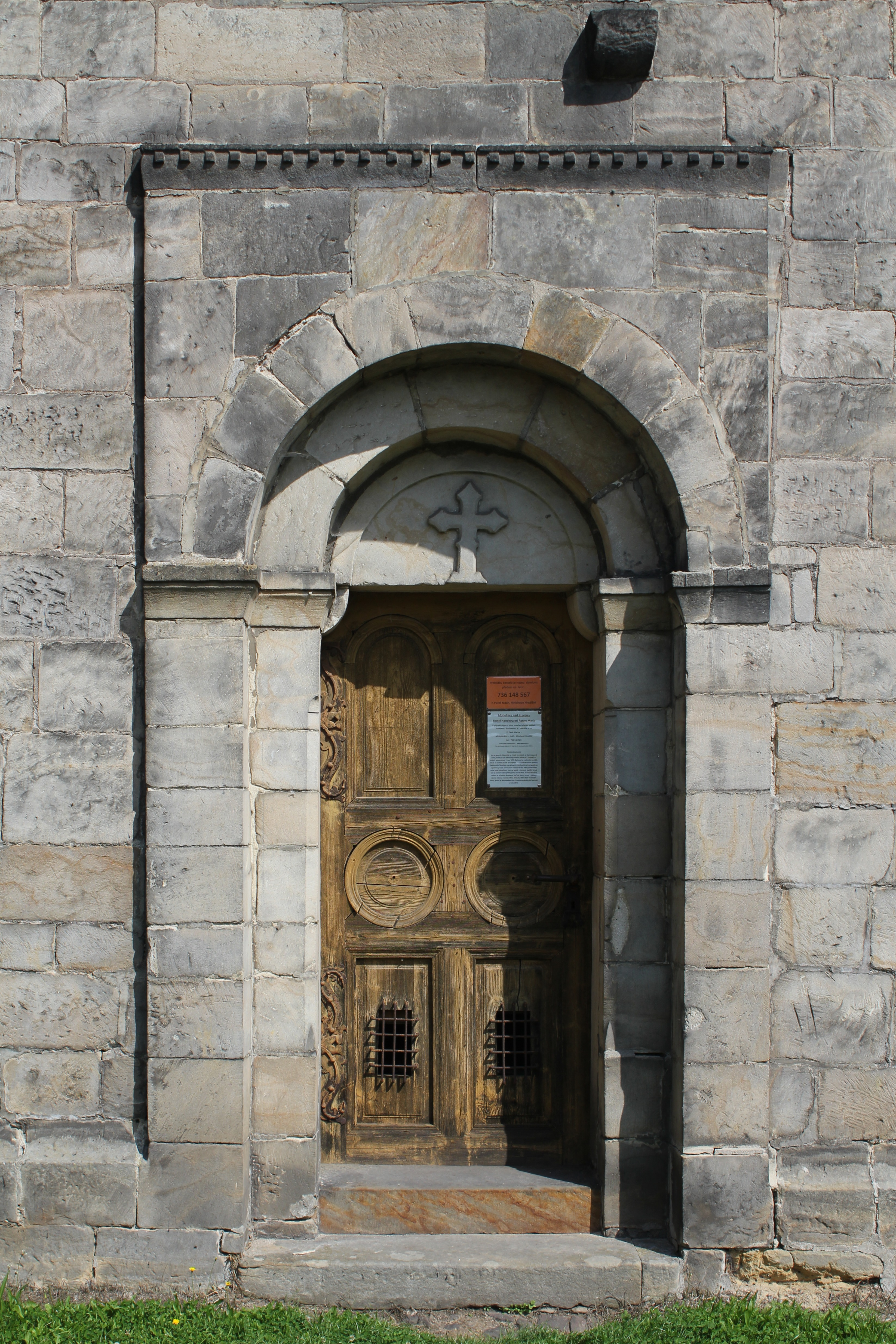
Vstup do kostela Nanebevzetí Panny Marie v Mohelnici nad Jizerou
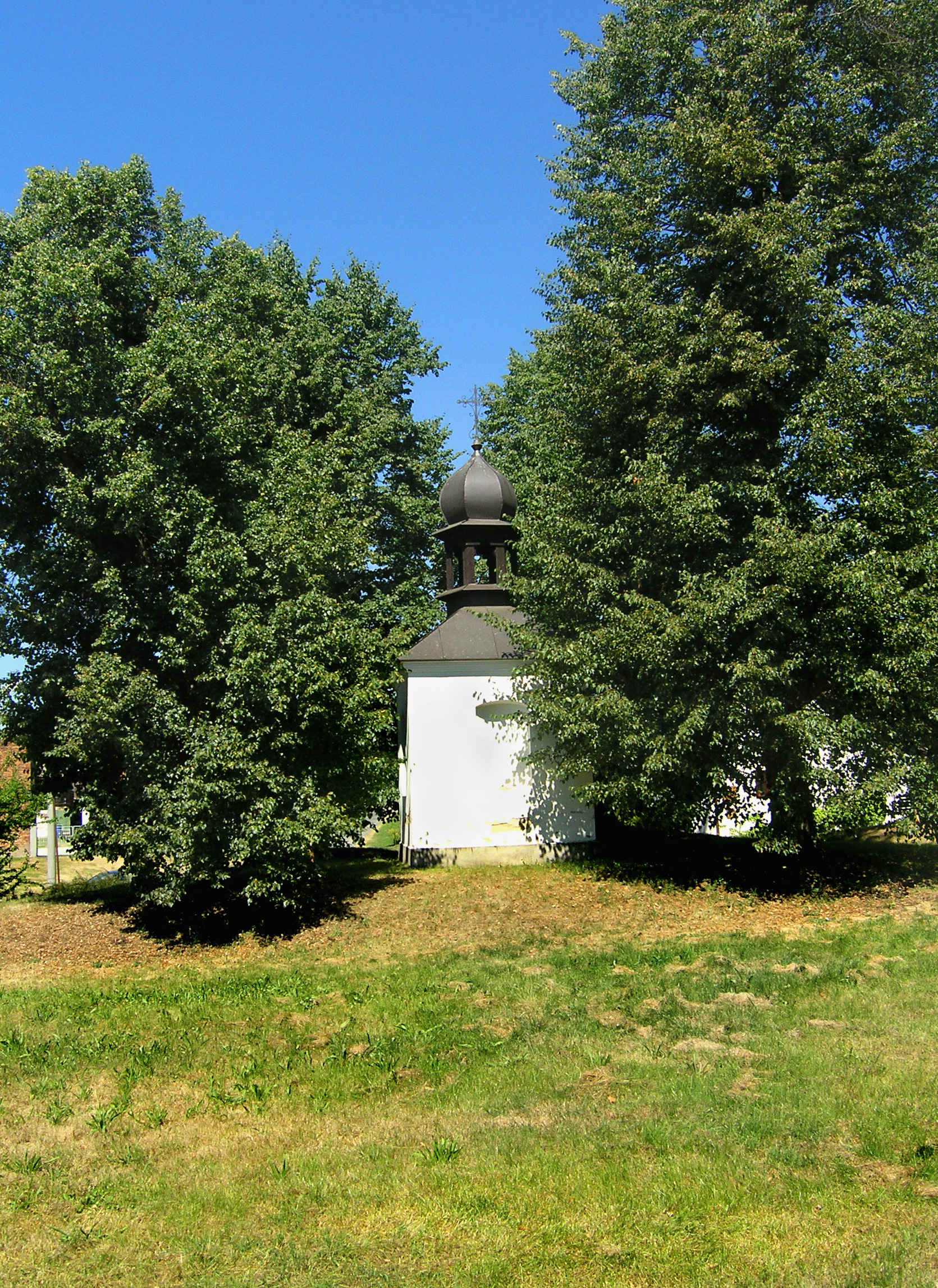
Kaplička v Ptýrovci